# Bianca Basílio
Bianca Barbosa Basílio (Franca, São Paulo, Brasil; 2 de febrero de 1996), más conocida como Bia Basílio, es una grappler de sumisión y artista marcial mixta brasileña que actualmente compite en la categoría de peso paja de ONE Championship. Basílio es la Campeona Mundial Jiu-Jitsu de 2022, Campeona Panamericana de 2019, Campeona Mundial de ADCC y una tres veces Campeona Mundial de Abu Dhabi.

## Primeros años
Bianca Barbosa Basílio nació el 2 de febrero de 1996, en Franca (Brasil) cuando era joven su familia se mudó a Itaquera.

## Carrera competitiva

### Jiu-Jitsu Brasileño
Luego de practicar gimnasia por varios años, Basílio descubrió el Jiu-Jitsu. A los 12 años, comenzó a entrenar con Diogo Almeida, el cofundador de Almeida JJ, un proyecto social en el patio de su casa. Luego de recibir su cinturón naranja, Caio Almeida comenzó a entrenarla. A los 15, ganó su primer título mundial en la división júnior como cinturón azul. En 2016, como cinturón marrón, Basílio ganó el Campeonato Nacional de Brasil, el Campeonato Panamericano y el Campeonato Mundial de Jiu-Jitsu, siendo promovida a cinturón negro diciembre de ese mismo año por Caio y Diego Almeida. En junio de 2022, Basílio se convirtió en la Campeona Mundial de Jiu-Jitsu de 2022, luego de derrotar a Amanda Canuto por advantages (0-0, 3-0 advantages).

### Artes marciales mixtas
Basílio hizo su debut amateru en MMA contra Shohona Ghozoeva por armbar. Su equipo Team Bahrain terminó ganando la MMA Super Cup luego de derrotar al Team Ireland en la final.

## Campeonatos y logros
- International Brazilian Jiu-Jitsu Federation
  - Campeona Mundial de la IBJJF (2022)
  - Segundo Lugar del Campeonato Mundial de la IBJJF (2019, 2021)
  - Campeonato Panamericano de la IBJJF (2017, 2021)
  - Segundo Lugar del Campeonato Panamericano de la IBJJF (2018[6])
  - Tercer Lugar del Campeonato Panamericano de la IBJJF (2018, 2019[7], 2021[6])

- Abu Dhabi World Professional Jiu-Jitsu Championship
  - Campeonato Mundial de Abu Dhabi Pro (2018, 2019, 2021)
- Abu Dhabi Grand Slam Jiu-Jitsu World Tour
  - Campeonato Grand Slam de Abu Dhabi (Abu Dhabi 2019) (Rio 2018)

- ADCC Submission Wrestling World Championship
  - Campeonato Mundial de ADCC de 2019 (–60 kg)

### Artes marciales mixtas
- IMMAF
  - Team Bahrain – Medallista de Oro de Super Cup 2022